# Linia kolejowa Struga Warszawska – Izabelin
Struga Warszawska - Izabelin – linia kolei wąskotorowej łącząca Marki z Izabelinem.
Linia została zbudowana w 1902 roku pod kierunkiem inż. Roguskiego w celu przewozu letników oraz eksploatacji miejscowych złóż torfu. Faktycznie jednak uruchamiane w niedziele pociągi spacerowe o trakcji konnej nie cieszyły się dużą popularnością i szybko zostały skasowane, a wydobywanego torfu było na tyle niewiele, aby przewozić go koleją. Podjęto natomiast przewozy drewna z lasów w okolicach Izabelina, Stanisławowa i Czarnej Strugi. Z linii korzystała również fabryka Kondakowa, zajmującego się wytwarzaniem imadeł i narzędzi, zlokalizowana między Strugą a Czarną Strugą. W 1908 pociągi osobowe – a właściwie tramwaje konne – kursowały tylko między Strugą a Czarną Strugą. W 1914 w związku z wyczerpaniem surowca leśnego dokonano rozbiórki odcinka Izbelin - Czarna Struga, a pozostałą część zlikwidowano w l. 20. XX wieku.
Linia odgałęziała się w km 12,1 kolejki wąskotorowej Warszawa - Radzymin, to jest tuż przed przystankiem Struga.